# Solvensgrad
Med solvensgrad avses inom finansväsendet förhållandet mellan marknadsvärdet av ett bolags tillgångar och de garanterade utfästelserna. Till exempel ett pensionsbolags förmåga att återbetala inbetalda premier samt garanterad ränta.